# Пломин
Пломин (хорв. Plomin, итал. Fianona) — деревня в Хорватии, на полуострове Истрия, примерно в 11 км к северу-востоку от Лабина. Население — 124 чел. (2001).

## География
Пломин расположен на небольшом 80 метровом холме в общине Кршан (хор.) на полуострове Истрия, в Хорватии. Лежит на шоссе Пула — Риека между населенными пунктами Возиличи (хор.) и Загоре. Это популярное место для туристов, путешествующих по дороге через Истрию.

## История
Первоначально назвался Фланона (лат. Flanona), являлся поселением либурнов, был завоеван римлянами. Располагался в заливе с тем же названием. В средние века местность принадлежала патриарху Аквилеи, с 1420 года перешла под власть Венеции.
Пломин оказался в упадке после Второй мировой войны. Большинство его жителей, в основном итальянцев, эмигрировали в Италию. Тем не менее, он по-прежнему оставался заселенным, и сегодня в деревне живут 124 человека.

## Достопримечательности
Зданиям в деревне, построенной на развалинах римских домов, несколько сотен лет. Стены датируются IX веком, частично сохранились системы укреплений XVI—XVII веков. На южном фасаде римской церкви Святого Георга сохранилась надпись глаголицы XI—XII веков, которая является одним из старейших памятников глаголицы в Истрии. Имеется приходская церковь, построенная в 1474 году.